# Cratere Gulnara
Gulnara  è un cratere sulla superficie di Venere.